# Здание госпиталя (Вавель)

Расположение памятника на плане Вавеля

Здание Госпиталя (пол. Budynek dawnego szpitala) — историческое здание, находящееся в западной части Вавеля, Краков, Польша.
Здание было построено в 1856 году по проекту краковского архитектора Феликса Ксенжарского для госпиталя австрийской армии. После Второй мировой войны до 1991 года в здании находился представительский орган кабинета министров Польши. Потом оно было передано для представительской канцелярии президента Польши. В настоящее время в нём располагается Выставочный конференц-зал и жилые помещения для работников Вавеля.